# Cantone di Aubigny-en-Artois
Il Cantone di Aubigny-en-Artois era una divisione amministrativa dell'arrondissement di Arras.
È stato soppresso a seguito della riforma complessiva dei cantoni del 2014, che è entrata in vigore con le elezioni dipartimentali del 2015.
Comprendeva i comuni di:
- Agnières
- Ambrines
- Aubigny-en-Artois
- Averdoingt
- Bailleul-aux-Cornailles
- Bajus
- Berles-Monchel
- Béthonsart
- Camblain-l'Abbé
- Cambligneul
- Capelle-Fermont
- Chelers
- La Comté
- Frévillers
- Frévin-Capelle
- Gouy-en-Ternois
- Hermaville
- Izel-les-Hameaux
- Magnicourt-en-Comte
- Maizières
- Mingoval
- Monchy-Breton
- Penin
- Savy-Berlette
- La Thieuloye
- Tilloy-lès-Hermaville
- Tincques
- Villers-Brûlin
- Villers-Châtel
- Villers-Sir-Simon